# Catherine Annen
Catherine Jeanne Annen est géologue française à l'Académie tchèque des sciences. Ses recherches portent sur les corps ignés, les éruptions volcaniques et l'exploration de l'énergie géothermique. Elle reçoit la Médaille Bigsby de la Société géologique de Londres en 2022.

## Jeunesse et éducation
Annen étudie les sciences de la terre à l'Université de Genève. Parallèlement à ses études, elle travaille comme assistante d'enseignement sur la modélisation des processus volcaniques. Elle reste à Genève pour des recherches supérieures, travaillant en partie à l'Université Blaise-Pascal. Ses recherches portent sur la modélisation de la croissance des volcans. Après avoir obtenu son doctorat, Annen rejoint l'Université de Bristol, où elle travaille sur des modèles d'injection de magma et d'intrusions progressivement mises en place,,.

## Recherche et carrière
Annen retourne à l'Université de Genève en 2003, où elle travaille comme professeure assistante. Elle est nommée à la faculté de l'Université de Bristol en 2009 . Ses recherches combinent des simulations numériques avec des modèles de transfert de chaleur pour mieux comprendre les processus magmatiques . Elle s'intéresse particulièrement à la genèse des magmas différenciés et à l'impact de la mise en place des plutons sur la croissance des grandes chambres magmatiques . Elle étudie les Collines de la Soufrière et la Montagne Pelée ,. Elle découvre les circonstances environnementales qui déterminent la fréquence de l'activité volcanique et l'ampleur des phénomènes volcaniques. De petites éruptions fréquentes sont déclenchées par la reconstitution du magma, tandis que les éruptions plus importantes sont causées par la flottabilité du magma. Cette flottabilité entraîne des éruptions moins fréquentes et est alimentée par l'accumulation de magma moins dense sous les volcans. Ses découvertes prédisent que la plus grande éruption volcanique possible entraînerait la libération de 3 500 km 3 de magma ,.
Annen est nommée rédactrice en chef de Frontiers in Earth Sciences en 2015 . En 2022, elle est élue vice-présidente du comité des systèmes de plomberie volcaniques et ignées . En 2021, Annen rejoint l'Académie tchèque des sciences  où elle travaille sur la formation et la différenciation des chambres magmatiques.
Elle reçoit la Médaille Bigsby de la Société géologique de Londres en 2022

## Publications
- (en) C. Annen, J. D. Blundy et R. S. J. Sparks, « The Genesis of Intermediate and Silicic Magmas in Deep Crustal Hot Zones », Journal of Petrology, OUP, vol. 47, no 3,‎ 7 décembre 2005, p. 505-539 (ISSN 0022-3530 et 1460-2415, DOI 10.1093/PETROLOGY/EGI084).
- (en) C. Annen et R.S.J. Sparks, « Effects of repetitive emplacement of basaltic intrusions on thermal evolution and melt generation in the crust », Earth and Planetary Science Letters, Elsevier, vol. 203, nos 3-4,‎ novembre 2002, p. 937-955 (ISSN 0012-821X et 1385-013X, OCLC 1567193, DOI 10.1016/S0012-821X(02)00929-9).
- (en) Catherine Annen, Jonathan D. Blundy, Julien Leuthold et R. Stephen J. Sparks, « Construction and evolution of igneous bodies: Towards an integrated perspective of crustal magmatism », Lithos, Elsevier, vol. 230,‎ août 2015, p. 206-221 (ISSN 0024-4937 et 1872-6143, DOI 10.1016/J.LITHOS.2015.05.008).